# 로켓 레코드 컴퍼니
로켓 레코드 컴퍼니(영어: The Rocket Record Company)는 1973년에 엘튼 존이 버니 토핀, 거스 더전 등과 함께 설립한 레코드 레이블이다.
이름은 엘튼 존의 히트곡 〈Rocket Man〉에서 따온 것이며, 록 음악을 주로 다뤘다.
1999년 아일랜드 레코드로 합병되지만, 로켓 레코드 컴퍼니의 이름은 2007년까지 음반에 사용되었다.

## 주요 음악가
- 엘튼 존
- 데이비 존스톤 / 차이나
- 나이절 올슨
- 키키 디
- 클리프 리처드
- 닐 세다카
- 룰루
- 랜디 에덜먼
- 플래티넘 위어드
- 에드 시런